# غیرقانونی (ترانه)
«غیرقانونی» (به انگلیسی: Illegal) تک‌آهنگی از هنرمند اهل کلمبیا شکیرا، کارلوس سانتانا است که در سال ۲۰۰۶ میلادی منتشر شد.
این تک‌آهنگ در چارت‌های در رتبه اول و در چارت‌های ، ایتالیا، اتریش، جزو ده ترانه اول قرار گرفت.